# Yakov Vilner
Yakov Vilner (en ruso Яков Семёнович Вильнер; nacido el 13(26) de septiembre de 1899 en Odesa, fallecido el 29 de junio de 1931 en San Petersburgo) fue un Maestro ajedrecista ucraniano.

## Biografía
Vilner ganó el Campeonato de Odesa en cuatro ocasiones (1918, 1923, 1925 y 1928). Ganó los Campeonatos Nacionales de Ucrania tres veces, en Kiev en 1924 (por delante de Fiódor Bogatyrchuk), en Járkov en 1925 (por delante de Nikolái Sorokin), y en Odesa en 1928 (victoria conjunta con Vladímir Kirílov). También ganó en Odesa en 1926 (por delante de D. Russo), y en Kiev 1929 (victoria conjunta con Bohatyrchuk).
Participó en diferentes Campeonatos Nacionales de la Unión Soviética. En julio de 1923, fue 11.º-13.º en Petrogrado (2.º Campeonato Nacional de la URSS, victoria para Piotr Romanovski). En septiembre de 1924, quedó 6.º-8.º en Moscú (3.º Campeonato Nacional de la URSS, con triunfo de Yefim Bogoliúbov). En 1925, fue 11.º-13.º en Leningrado (4.º Campeonato Nacional de la URSS, nueva victoria de Yefim Bogoliúbov). En octubre de 1927, quedó 15.º-17.º en Moscú (5.º Campeontao Nacional de la URSS, victoria conjunta de Bogatyrchuk y Romanovski). En septiembre de 1929, fue 8.º-9.º en Odesa (6.º Campeonato Nacional de la URSS, con triunfo de Borís Verlinski).

## Partidas destacadas
- Yefim Bogoliubov vs Yakov Vilner, Leningrado 1925, 4.º Campeonato Nacional de la URSS, Defensa semieslava, Defensa Merano, D49, 0-1
- Yakov Vilner vs Mijaíl Botvínnik, Moscú 1927, 5.º Campeonato Nacional de la URSS, Apertura de peón de dama, Ataque siberiano de la Defensa india, 1.d4 Nf6 2.Qd3 d5 3.Nc3, D00, 1-0
- Nikolai Sorokin vs Yakov Vilner, Odesa 1929, 6.º Campeonato Nacional de la URSS, Defensa eslava, Defensa Schallopp, D12, 0-1